# Södra Bergnäs kyrka
Södra Bergnäs kyrka är en kyrkobyggnad som tillhör Arjeplogs församling i Luleå stift. Kyrkan ligger i Bergnäsudden vid östra stranden av sjön Storavan.

## Kyrkobyggnaden
Träkyrkan är uppförd 1903-1904 efter ritningar av arkitekt A G Brodersson och har Norra Bergnäs kapell och Arjeplogs kyrka som förebilder. Kyrkan består av långhus med smalare kor i öster och ett kraftigt kyrktorn i väster. Öster om koret, bakom altaret, finns sakristian. Kyrkorummet har höga och smala fönster och täcks av ett vinklat tak. En upprustning genomfördes 1925-1926 då kyrkobyggnaden brädfodrades.
Kyrkklockan är gjuten 1903 av Bergholtz klockgjuteri. På klockan finns inskriptionen "Gudi Allena ären".
Orgeln med fem stämmor är byggd i Boden 1882 av Nils Oskar Alm.
Textilierna i kyrkan är skänkta av kyrkliga syföreningar.

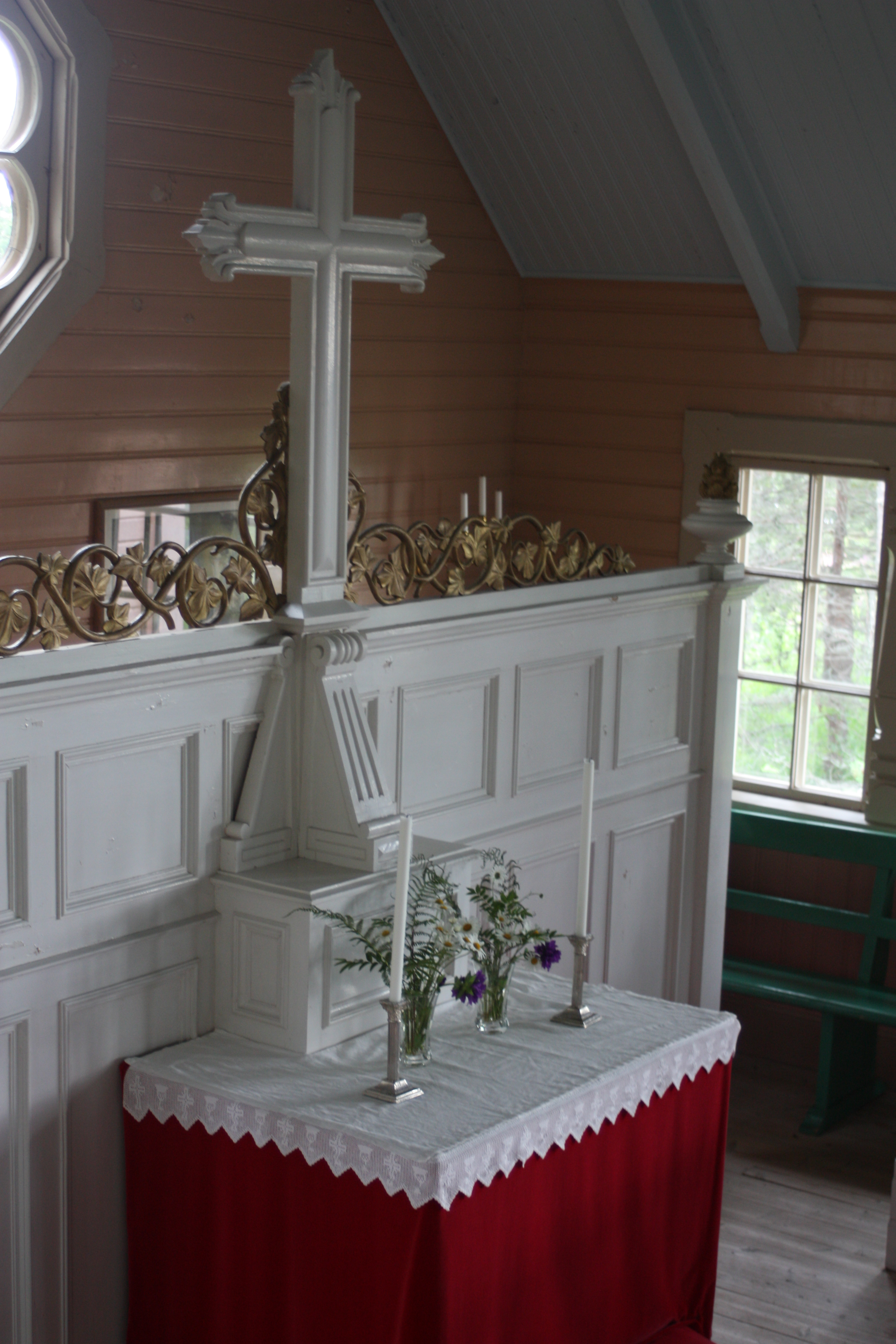
Altare
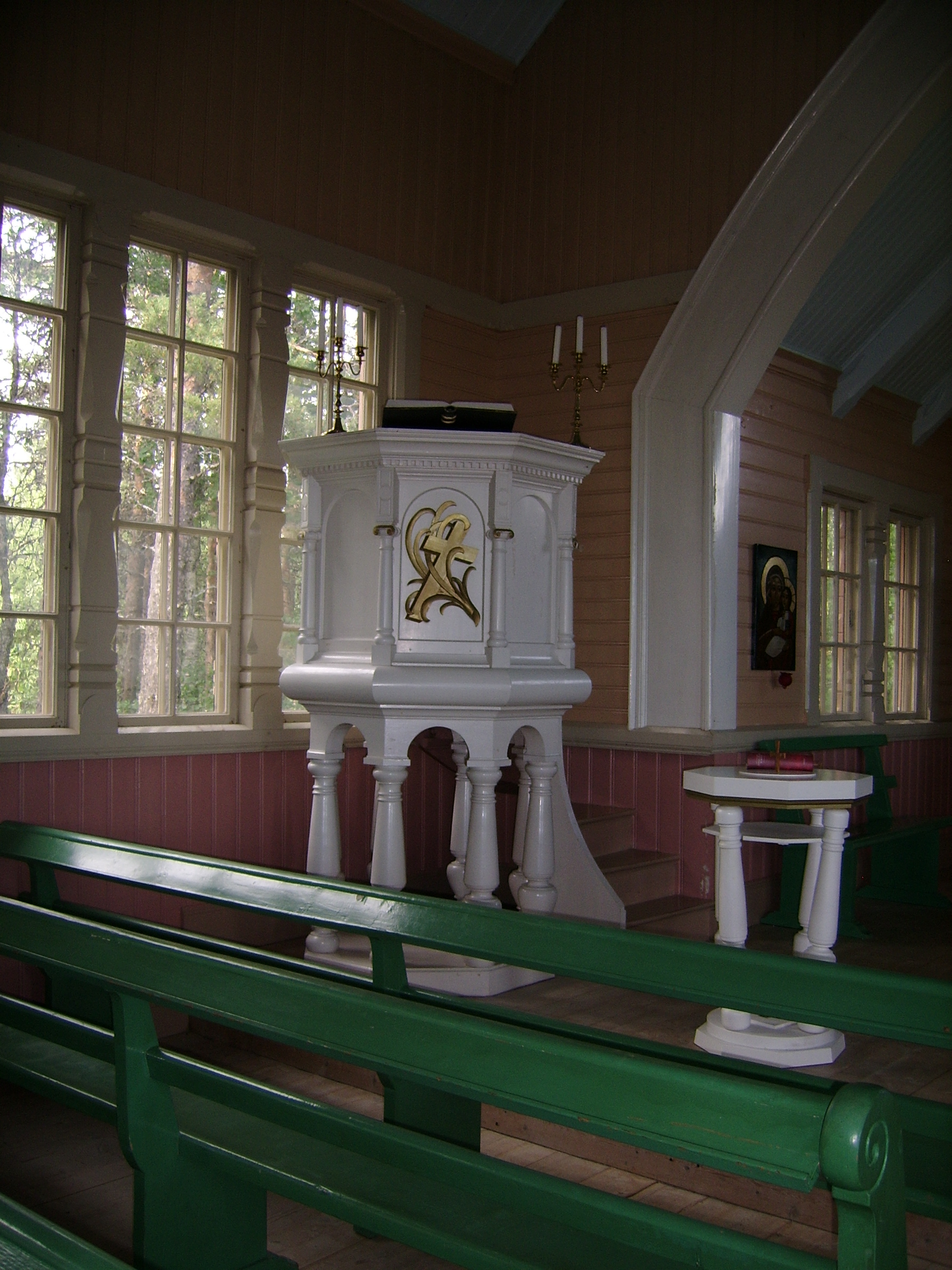
Predikstol och dopfunt
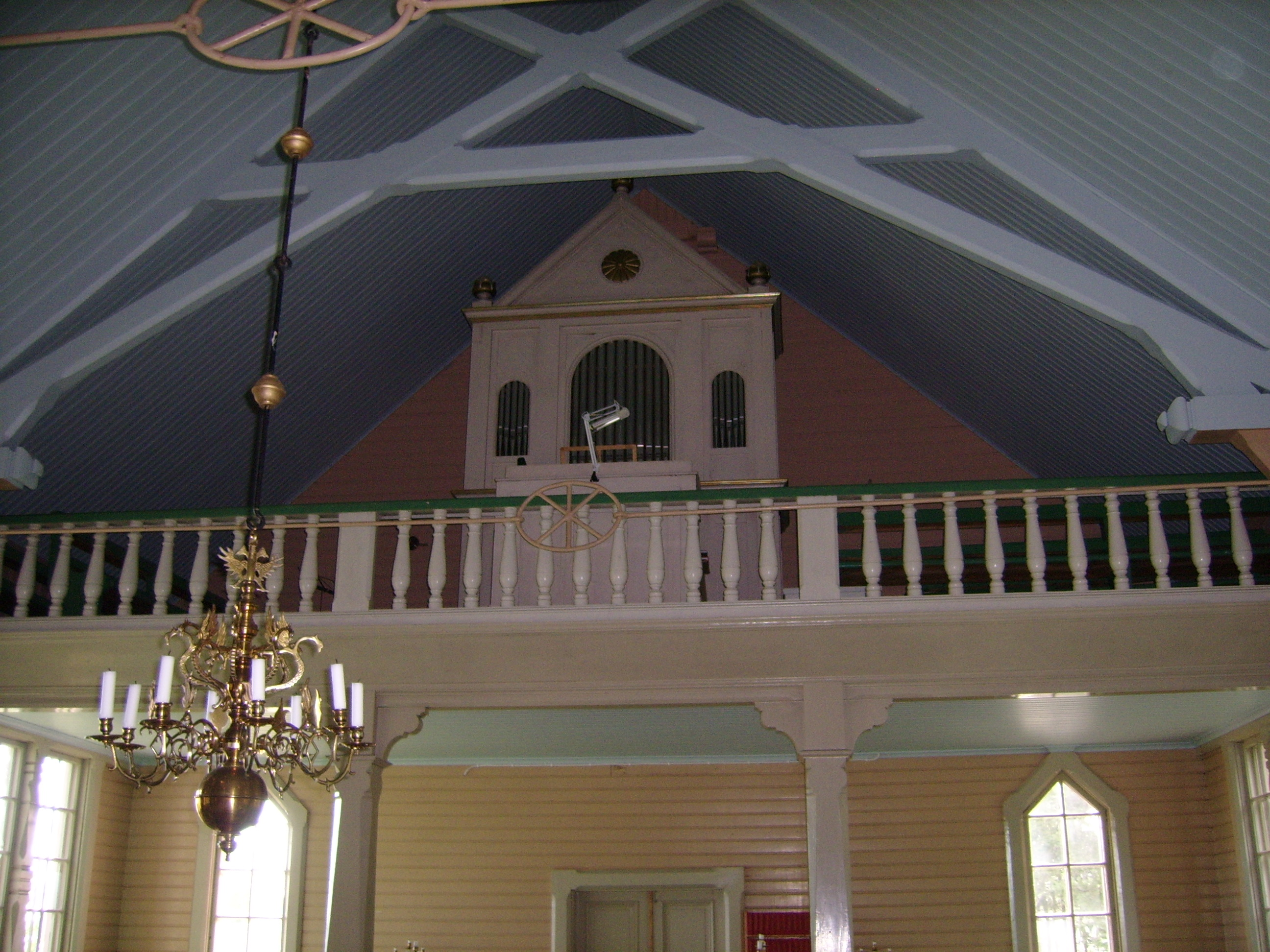
Läktarorgel
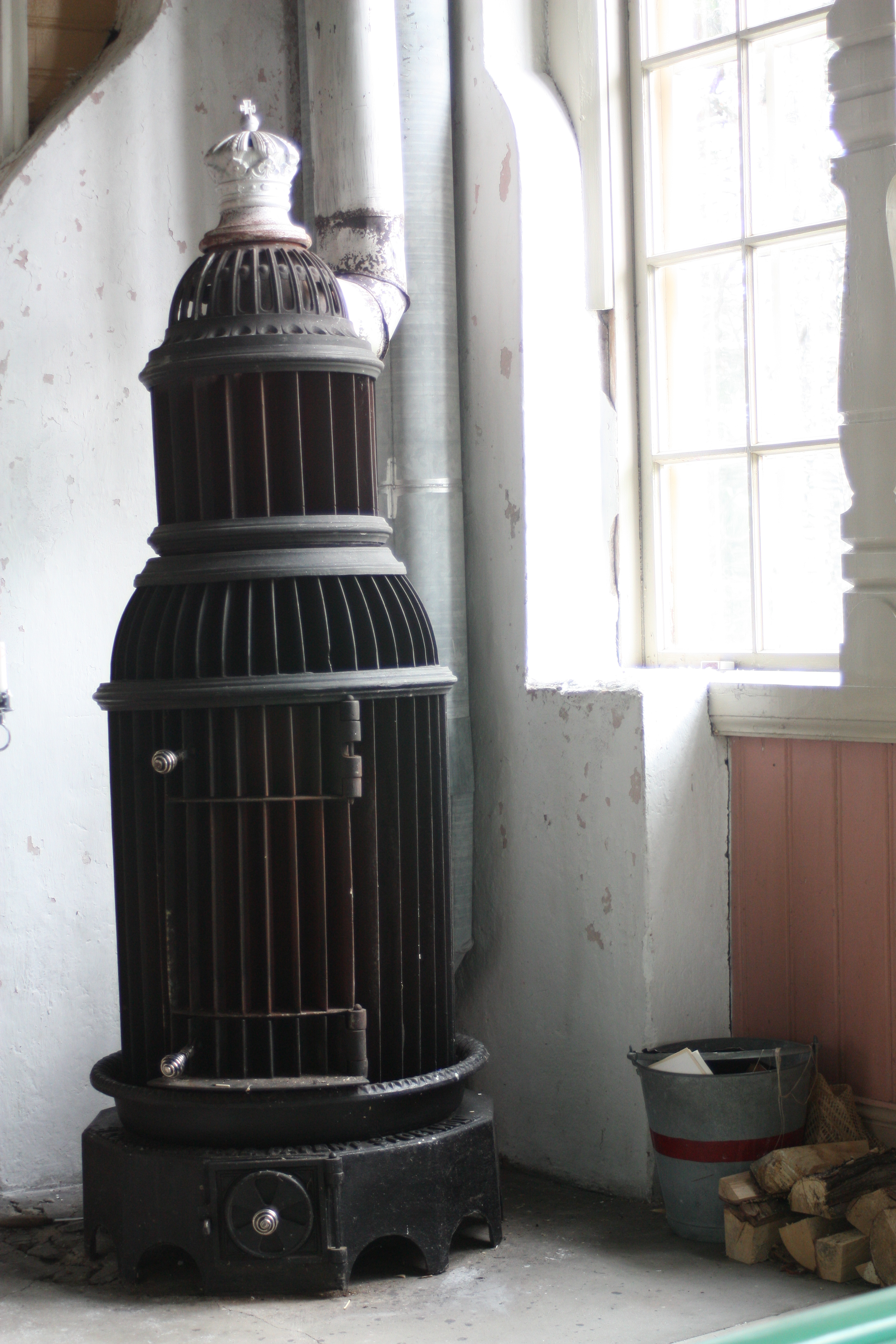
Vedkamin
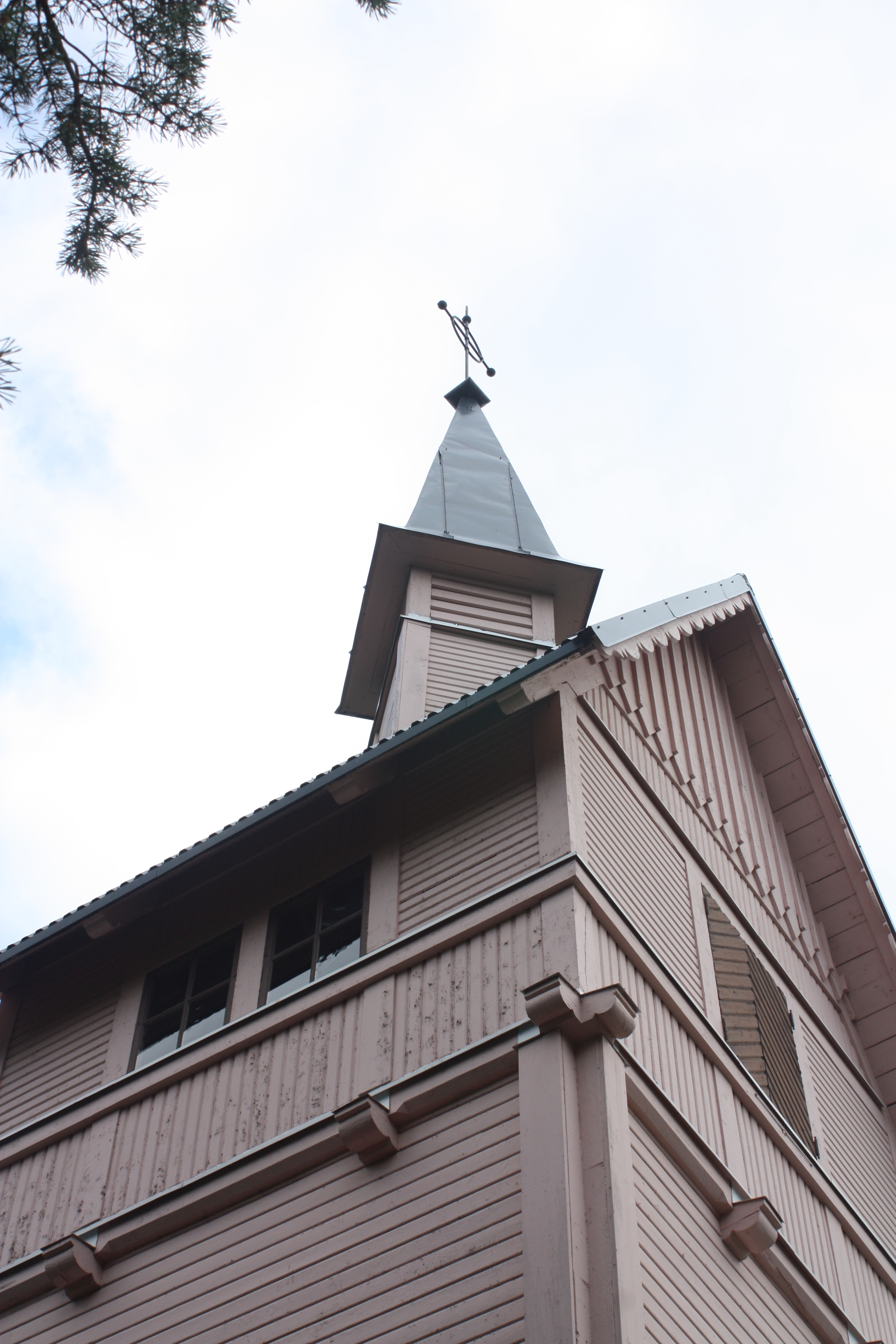
Takryttare